# Parafia Wniebowzięcia Najświętszej Maryi Panny w Trzebinie
Parafia Wniebowzięcia Najświętszej Maryi Panny w Trzebinie – rzymskokatolicka parafia w Trzebinie, należąca do dekanatu Prudnik w diecezji opolskiej.

## Historia
W połowie 1944 parafia liczyła 2200 wiernych, natomiast z początkiem grudnia 1945 – 3000 osób, w tym 1000 nowo przybyłej po wojnie ludności. Pod koniec 1946 parafia liczyła 1073 wiernych.

## Duszpasterze

### Kapłani po 1945[2]
- ks. Franciszek Żurawski
- ks. Jakub Sowa
- ks. Kazimierz Grabowiecki
- ks. Józef Paszkiewicz
- ks. Joachim Kurek
- ks. Jan Borowiec
- ks. Jan Jankowski.